# Texas Hold ’Em (песня)
«Texas Hold ’Em» (с англ. — «Техасский холдем») — песня американской певицы Бейонсе, вышедшая 11 февраля 2024 года в качестве сингла с восьмого студийного альбома Cowboy Carter (2024). Она является со-ведущим синглом альбома (наряду с «16 Carriages»). Песня стала неожиданным релизом и дебютировала во время Супербоула LVIII 11 февраля 2024 года на лейбле Parkwood Entertainment и Columbia Records. Названная в честь игры в покер, песня «Texas Hold ’Em» представляет собой быструю песню в стиле кантри-поп и вестерн с элементами фолка и соула.
Музыкальные критики высоко оценили «Texas Hold ’Em» за игривый тон, аутентичное звучание, вокальное исполнение Бейонсе и воспевание чёрных корней кантри-музыки. Трек также вызвал дискуссии о месте чернокожих музыкантов в кантри-музыке, увеличил аудиторию чернокожих исполнителей кантри и кантри-радио в целом, а также подтолкнул тех, кто традиционно чувствовал себя отверженным, к восприятию ковбойской вестерн-культуры.
Сингл возглавил хит-парады Великобритании, Ирландии, Нидерландов и Новой Зеландии. Также он дебютировал на первом месте в чарте Billboard Hot Country Songs (а Бейонсе стала первой афроамериканкой на его вершине) и на первом месте в Hot 100.

## История
Во время Супербоула LVIII американская певица Бейонсе вместе с актёром Тони Хейлом снялась в рекламе Verizon. Её появление было анонсировано компанией за несколько дней до Супербоула тизерными трейлерами, отсылающими к её шестому и седьмому студийным альбомам Lemonade (2016) и Renaissance (2022). В конце рекламы, в которой певица пытается «сломать Интернет» различными способами, Бейонсе говорит: «Ладно, они готовы. Выпускайте новую музыку», что привело к предположениям СМИ о втором акте её продолжающейся трилогии Renaissance Trilogy.

## Композиция
Названная в честь игры в покер Техасский холдем (Texas hold’em), песня «Texas Hold ’Em» — это быстрая мелодия в стиле кантри-поп и вестерн с элементами фолка и соула.
На банджо и альте в песне «Texas Hold 'Em» играет Рианнон Гидденс. В 2017 году она заняла 6-е место в рейтинге Country Airplay, исполнив песню Эрика Чёрча «Kill a Word». (В 2016 году её альбом «Tomorrow Is My Turn» занял первое место в списке альбомов Americana/Folk, а в составе группы Carolina Chocolate Drops — два лидера в списке альбомов Bluegrass Albums).

## Критический приём
«Texas Hold ’Em» получил признание музыкальных критиков. В рецензии для Variety Крис Уиллман назвал «Texas Hold 'Em» «жанрово-объемлющим и трансцендирующим» треком, который является радикальной попыткой проникнуть на «неизведанную территорию»: Бейонсе возвращает кантри-музыку в качестве чёрного жанра. Уиллман отметил, что вместо «жанрового туризма» Бейонсе использует серьёзный и аутентичный подход к принятию музыки кантри, реализуя своё «естественное право» вернуться к своим корням как уроженки Техаса. Бен Бомонт-Томас из The Guardian восхитился «корневыми и аутентичными кантри» вокальными и инструментальными аранжировками трека, а также тем, что включение фолк-музыканта Рианнон Гидденс в песню подчеркнуло её работу по углублению понимания слушателями того, что такие инструменты, как банджо, были созданы чёрными музыкантами.
В своей статье для Time Тейлор Крамптон написал, что присутствие Бейонсе в кантри-музыке «сигнализирует о рождении новой эры», в которой будут чествовать «тех, кто продолжает нести наследие музыкального сердца и души кантри». Крамптон также прокомментировал, что Бейонсе «не стала подстраиваться под волю воротил кантри-музыки, а „была кантри на протяжении всей своей жизни“, выросши в общине, где происходил „культурный обмен между чёрными, техано и коренными общинами“. Крейг Дженкинс для Vulture отметил, что песня „тернисто“ играет с клише кантри, как мудрость, заработанная в карточных играх и барах, но при этом наполнена текстом, который заставит попотеть публику Grand Ole Opry».
В негативной рецензии Крис Ричардс из The Washington Post написал, что песня кажется «скучной, сухой, неизобретательной, ненужной, неуверенной и некрутой». Надин Смит из Pitchfork оценила, как песня объединила «параллельные миры» кантри и соул-музыки через своих коллабораторов, но раскритиковала попытки Бейонсе исходить от «9-to-5» и продакшн в стиле автомобильной рекламы.
Rolling Stone поместил песню на 192-е место в своем рейтинге 200 величайших кантри-песен всех времен.

## Награды и номинации
| Организация                    | Год  | Категория                    | Результат | Ссылка |
| ------------------------------ | ---- | ---------------------------- | --------- | ------ |
| ASCAP Country Music Awards     | 2024 | Most Performed Country Songs | Победа    | [ 16 ] |
| BET Awards                     | 2024 | Viewer’s Choice Award        | Победа    | [ 17 ] |
| Kids' Choice Awards            | 2024 | Favorite Song                | Номинация | [ 18 ] |
| MTV Video Music Awards         | 2024 | Song of the Year             | Номинация | [ 19 ] |
| MTV Video Music Awards         | 2024 | Best Trending Video          | Номинация | [ 19 ] |
| People’s Choice Country Awards | 2024 | The Song of 2024             | Номинация | [ 20 ] |
| People’s Choice Country Awards | 2024 | The Female Song of 2024      | Номинация | [ 20 ] |
| Rockbjörnen                    | 2024 | Foreign Song of The Year     | Победа    | [ 21 ] |
| Grammy Awards                  | 2025 | Запись года                  | Номинация | [ 22 ] |
| Grammy Awards                  | 2025 | Песня года                   | Номинация | [ 22 ] |
| Grammy Awards                  | 2025 | Лучшая кантри-песня          | Номинация | [ 22 ] |

## Противоречия

### Радиостанции кантри
Одна из радиостанций кантри вступила в полемику, отклонив просьбу поставить песню «Texas Hold 'Em», что вызвало более широкую дискуссию о месте чернокожих музыкантов в музыке кантри. После публикации лид-синглов «Texas Hold 'Em» и «16 Carriages» они были разосланы на американские поп-, Hot AC, ритмик-, урбан AC и кантри радиостанции. В первые 24 часа после выхода этих двух песен 8 из 150 радиостанций, учитываемых при составлении чарта Billboard Country Airplay Chart, поставили «Texas Hold 'Em», а «16 Carriages» не поставила ни одна радиостанция.
13 февраля 2024 года один из слушателей попросил оклахомскую кантри-станцию KYKC сыграть «Texas Hold 'Em». Главный менеджер Роджер Харрис ответил, написав: «Мы не играем Бейонсе на KYKC, поскольку мы — станция кантри-музыки». Ответ стал вирусным и вызвал бурную реакцию в социальных сетях против станций кантри-музыки, в результате чего поклонники Бейонсе завалили радиостанцию просьбами поставить песню, а в Твиттере появился тренд #Beyonceiscountry. После добавления песни в ротацию радиостанции представитель S.C.O.R.E. ответил на обвинения в расизме и бойкоте музыки певицы заявлением: «Мы — небольшая радиостанция. Мы не в состоянии пробить артиста или сильно помочь ему, поэтому он должен быть немного выше в чартах, чтобы мы его добавили. Но мы любим Бейонсе. Мы играем её на наших [других топ-40 и взрослых хитовых станциях], но мы пока не играем её на нашей кантри-станции, потому что она только что вышла». Станция уточнила свою позицию, сказав, что не знала, что песня звучит в стиле кантри, пока сотрудники не услышали её, а затем добавили её в свой плейлист.
Variety сообщила, что Sony Music, владелец Columbia Records, заключивший контракт с компанией Бейонсе Parkwood Entertainment, «не сразу ответил на просьбу прокомментировать планы по продвижению песни на кантри-радио», как и IHeartRadio и Cumulus Media. После привлечения внимания прессы канал Country Music Television добавил «Texas Hold 'Em» на свои фирменные потоковые станции. Во второй половине того же дня, после резонанса в социальных сетях, Billboard подтвердил, что Columbia официально отправила песню на кантри-радиостанции, отметив, что кантри-станции обычно не транслируют песни, не поддерживаемые лейблами.

### Сравнение с темой песни Франклина
18 февраля 2024 года видеоролик пользователя Эшли Аэдан на TikTok, набравший более 3,5 млн просмотров, отметил, что песня имеет сильное сходство с темой канадского детского телесериала «Франклин». Премьера этого сериала ещё состоялась в 1997 году и выходила в эфир вплоть до 2004 года. Это была очень популярная детская программа, которая следила за жизнью черепашонка Франклина, пока он рос и узнавал все новое о жизни. Шоу не только вдохновляло детей на приключения и самостоятельность, но как утверждают пользователи в интернете и (возможно) вдохновило Бейонсе на песню «Texas Hold 'Em». Некоторые утверждают, что сходство между этими двумя песнями неоспоримо, или, как выразились некоторые, это «вопиющая» подделка. Однако автор темы детского сериала спустя месяц выразил иное мнение. В более позднем видеоролике ведущие радиостанции CFBT-FM интерполировали эти две песни с поразительным эффектом. Музыковед Клэр Маклиш отметила, что обе песни имеют схожие щипковые начала, написаны в одном темпе и имеют инструменты в схожей настройке, чего достаточно, чтобы люди заметили сходство; однако она также отметила, что «они не звучат одинаково так, чтобы вызвать какие-либо юридические проблемы». Впоследствии Брюс Кокберн, автор темы песни телесериала «Франклин», сказал в заявлении журналу People, что «я не могу утверждать, что принимал участие в ее написании» и что «ритмика похожа на мою тему для телесериала Франклин, но на этом сходство, на мой взгляд, заканчивается. „Texas Hold 'Em“ — это ее песня».

## Коммерческий успех
Песня «Texas Hold ’Em» официально стала первой в истории музыки, одновременно попавшей в чарты радиостанций США в форматах Pop, Hot AC, AC, Country, Rhythmic, Hip Hop, R&B и Triple A. Песня «Texas Hold 'Em» одновременно стала № 1 на всех трех основных американских платформах потокового аудио по запросу: Spotify, Apple Music и Amazon Music, став первой чернокожей исполнительницей, которой это удалось.

### США
В США песня «Texas Hold ’Em» дебютировала на номером 54-м месте в Billboard Country Airplay Chart (несмотря на то, что трек не транслировался на кантри-радио), собрав 1,1 миллиона слушателей на 100 станциях, став первым появлением Бейонсе в кантри-чарте. Бейонсе стала восьмой чернокожей женщиной, попавшей в чарт Country Airplay в истории, и первой после Микки Гайтон в 2016 году. Песня также дебютировала под номером 38 в Pop Airplay Chart. Она дебютировала под номером 2 в Billboard Hot 100, став 22-м хитом Бейонсе в топ-10 и самым высоким дебютом в чарте за всю её карьеру. Одновременно с этим «Texas Hold ’Em» занял первое место по продажам песен в цифровом формате, став 11-м лидером Бейонсе в чарте Digital Song Sales. Бейонсе дебютирует в кантри-чарте Hot Country Songs (от 24 февраля), составленном Billboard на основе потокового воспроизведения, эфирного воспроизведения и продаж, со своими первыми в нём двумя своими позициями: «Texas Hold ’Em» на 1 месте и «16 Carriages» на 9 месте. В результате Бейонсе возглавила уже 7-й мультиметрический хит-парад (из 14 существующих): Hot 100, Hot Country Songs, Hot Dance/Electronic Songs, Hot Gospel Songs, Hot Latin Songs, Hot R&B Songs и Hot R&B/Hip-Hop Songs. Больше (8) только у Джастина Бибера (Hot 100, Hot Country Songs, Hot Dance/Electronic Songs, the Holiday 100, Hot Latin Songs, Hot Rap Songs, Hot R&B Songs и Hot R&B/Hip-Hop Songs). Кроме того, Бейонсе вошла в историю как первая женщина, возглавившая оба чарта — Hot Country Songs и Hot R&B/Hip-Hop Songs — с тех пор, как в октябре 1958 года эти списки стали всеобъемлющими жанровыми песенными хит-парадами. В целом, она присоединяется к Моргану Уоллену, Биберу, Билли Рэю Сайрусу и Рэю Чарльзу как единственные исполнители, возглавлявшие оба чарта. Сингл стал 16-м хитом, сразу дебютировавшим на первом месте кантри-чарта Hot Country Songs.
В чарте от 2 марта 2024 года сингл достиг первого места в Hot 100, став 9-м сольным номером один для Бейонсе или 13-м с учётом её выступления в составе группы Destiny's Child. Тем самым Бейонсе стала первой чернокожей исполнительницей, возглавившей чарт с песней в стиле кантри за всю историю существования чарта.
Бейонсе стала первой чернокожей женщиной, возглавившей кантри-чарт Hot Country Songs. До Бейонсе только семь чернокожих женщин входили с песнями в кантри-чарт, и ни одна из них не попала в топ-20 (предыдущей песней сольной чернокожей женщины с самым высоким рейтингом была песня Линды Мартелл «Color Him Father», которая достигла 22-го места в 1969 году; Анита Пойнтер имела в 1986 году хит № 2 «Too Many Times», но в дуэте с Earl Thomas Conley). Благодаря этому достижению Бейонсе стала первой исполнительницей, которой удалось занять первое место в этом специфическом сочетании семи разножанровых чартов Billboard: Hot 100, Hot Country Songs, Hot Dance/Electronic Songs, Hot Gospel Songs, Hot Latin Songs, Hot R&B Songs и Hot R&B/Hip-Hop Songs.

### Мир
Песня сначала дебютировала на 4-м месте, а спустя неделю возглавила чарт Billboard Global 200, ставе первым в нём чарттоппером Бейонсе с начала его создания в 2020 году. На следующей неделе песня заняла первое место, став первой песней Бейонсе, возглавившей чарт с момента его создания в 2020 году.
В Великобритании песня дебютировала на 9-м месте в UK Singles Chart всего за три дня продаж, став самым высоким дебютом недели и 22-й песней Бейонсе в топ-10 в стране в качестве сольного исполнителя. На следующей неделе сингл возглавил британский чарт синглов, став шестым номером один для певицы, восьмым с учётом синглов, выпущенных в составе Destiny’s Child; песня также стала её первым синглом номер один за почти 14 лет. Official Charts Company заявила, что «Texas Hold 'Em» стала первой женской сольной кантри-песней, достигшей первого места в чарте, и второй кантри-песней после песни Lil Nas X «Old Town Road» в 2019 году.

## Чарты
| Чарт (2024)                             | Высшая позиция |
| --------------------------------------- | -------------- |
| Австралия (ARIA)                        | 2              |
| Австрия (Ö3 Austria Top 40)             | 2              |
| Бельгия/Фландрия (Ultratop 50)          | 1              |
| Бельгия/Валлония (Ultratop 50)          | 2              |
| Канада (Billboard Canadian Hot 100)     | 1              |
| Канада (Billboard AC)                   | 12             |
| Канада (Billboard CHR/Top 40)           | 4              |
| Канада (Billboard Country)              | 25             |
| Канада (Billboard Hot AC)               | 8              |
| СНГ (TopHit)                            | 30             |
| Германия (GfK)                          | 4              |
| Мир (Billboard Global 200) ·            | 1              |
| Исландия (Plötutíðindi)                 | 1              |
| Ирландия (IRMA)                         | 1              |
| Израиль (Media Forest)                  | 1              |
| Япония (Billboard Japan)                | 1              |
| Нидерланды (Dutch Top 40)               | 2              |
| Нидерланды (Single Top 100)             | 1              |
| Новая Зеландия (Recorded Music NZ)      | 1              |
| Норвегия (VG-lista)                     | 4              |
| Португалия (AFP)                        | 13             |
| Словакия (Rádio — Top 100)              | 14             |
| Словакия (Singles Digitál Top 100)      | 22             |
| ЮАР (Radio, RISA)                       | 1              |
| Швеция (Sverigetopplistan)              | 2              |
| Швейцария (Schweizer Hitparade)         | 2              |
| Великобритания (OCC UK Singles)         | 1              |
| США (Billboard Hot 100) ·               | 1              |
| США (Billboard Adult Alternative Songs) | 33             |
| США (Billboard Adult Contemporary)      | 22             |
| США (Billboard Adult Pop Airplay)       | 7              |
| США (Billboard Country Airplay) ·       | 33             |
| США (Billboard Hot Country Songs)       | 1              |
| США (Billboard Pop Airplay)             | 7              |
| США (Billboard R&B/Hip-Hop Airplay)     | 19             |
| США (Billboard Rhythmic)                | 7              |
| США TikTok Billboard Top 50 (Billboard) | 3              |

| Чарт (2024)                        | Позиция |
| ---------------------------------- | ------- |
| Канада (Canadian Hot 100)          | 25      |
| Германия (GfK)                     | 19      |
| Мир (Global 200, Billboard)        | 41      |
| Новая Зеландия (Recorded Music NZ) | 32      |
| Великобритания UK Singles (OCC)    | 14      |
| США Billboard Hot 100              | 32      |
| США Adult Top 40 (Billboard)       | 33      |
| США Hot Country Songs (Billboard)  | 10      |
| США Mainstream Top 40 (Billboard)  | 35      |

## Сертификации
| Регион | Сертификация  | Продажи    |
| --- | ------------- | ---------- |
| Австралия (ARIA) | Платиновый    | 70 000     |
| Бельгия (BEA) | Платиновый    | 40 000     |
| Бразилия (ABPD) | 3× Платиновый | 120 000    |
| Канада (Music Canada) | 3× Платиновый | 240 000    |
| Дания (IFPI Danmark) | Платиновый    | 90 000     |
| Франция (SNEP) | Бриллиантовый | 333 333    |
| Германия (BVMI) | Золотой       | 300 000    |
| Италия (FIMI) | Золотой       | 50 000     |
| Новая Зеландия (RMNZ) | Платиновый    | 30 000     |
| Польша (ZPAV) | Платиновый    | 50 000     |
| Португалия (AFP) | Золотой       | 5000       |
| Испания (PROMUSICAE) | Золотой       | 30 000     |
| Швейцария (IFPI Switzerland) | Платиновый    | 30 000     |
| Великобритания (BPI) | Платиновый    | 600 000    |
| Стриминг |               |            |
| Швеция (GLF) | Платиновый    | 12 000 000 |
| Данные о продажах + прослушиваниях приведены только на основе сертификации. · Данные только о прослушиваниях приведены на основе сертификации. |               |            |

### Комментарии
1. ↑  На первом месте Hot Country Songs дебютировало 16 синглов: Гарт Брукс, «More Than a Memory» (№ 1 с 15 сентября 2007 года), Craig Wayne Boyd, «My Baby’s Got a Smile on Her Face» (2015), Artists of Then, Now & Forever, «Forever Country» (2016), Биби Рекса & Florida Georgia Line, «Meant to Be» (2017), Морган Уоллен, «7 Summers» (2020), Luke Combs, «Forever After All» (2020), Морган Уоллен, «Wasted on You» (2021), Тейлор Свифт, «Love Story (Taylor’s Version)» (2021), Aaron Lewis, «Am I the Only One» (2021), Тейлор Свифт, «All Too Well (Taylor’s Version)» (2021), Морган Уоллен, «Don’t Think Jesus» (2022), Морган Уоллен, «Thought You Should Know» (2022), Морган Уоллен, «You Proof» (2022), Oliver Anthony Music, «Rich Men North of Richmond» (2023), Зак Брайан feat. Кейси Масгрейвс, «I Remember Everything» (2023), Бейонсе «Texas Hold ’Em» (2024)[43].